# Jorge Vigón
Jorge Vigón Suero-Díaz (Colunga, 18 de mayo de 1893-Madrid, 13 de febrero de 1978) fue un militar, intelectual y político monárquico español, vinculado al grupo de Acción Española. Fue ministro de Obras Públicas durante el franquismo. 

## Segunda República
Nació el 18 de mayo de 1893 en Colunga, provincia de Oviedo. Destacado miembro, junto con su hermano Juan, de la Unión Militar Española fundada a raíz del 10 de agosto y considerada la versión derechista de las Juntas de Defensa.
Durante los años de la Segunda República fue miembro muy activo de Acción Española, la revista y sociedad cultural fundada por Ramiro de Maeztu y Eugenio Vegas Latapie en 1931, por la que desfilaron muchos autores del pensamiento contrarrevolucionario español de la época, como José Calvo Sotelo, Víctor Pradera, José María Pemán, Rafael Sánchez Mazas o Ernesto Giménez Caballero, entre muchos otros. En el proyecto de Acción Española, Jorge Vigón asumió desde el principio un papel destacado. Redactó numerosos artículos para la revista e impartió cursos de formación en la sociedad cultural, tales como «La religiosidad en el ejército».
Participa activamente en las vivas polémicas en torno a la licitud y obligación de los católicos de colaborar con las instituciones republicanas, entendidas como poder laico y sectario. En 1934 un grupo de escritores y políticos de pensamiento homogéneo acuden al arzobispo de Toledo doctor Isidro Gomá, alarmados ante el peligroso contenido del libro del canónigo de Salamanca Aniceto de Castro Albarrán donde enumera las condiciones para que la guerra contra un tirano pueda juzgarse justa y necesaria.
El 3 de junio de 1934 es testigo junto a los coroneles Galarza y Martín Alonso de la concentración de ocho centurias de falangistas en el aeródromo particular «Club del Aire».

## Guerra civil
Participa en la conspiración y cuando el 11 de julio de 1936 Mola y Kindelán plantean el traslado de Franco desde Canarias a Marruecos encomiendan a Jorge Vigón la tarea de contratar un vehículo civil, ya que resultaría peligroso pensar en un barco ni en un avión militar.
Bien informado de la inminencia de la sublevación contra la República, el 17 de julio salió de Madrid junto a Pedro Sainz Rodríguez y José Ignacio Escobar, en el automóvil de este. Se dirigieron a Burgos, donde presenciarían el triunfo del alzamiento militar.
El 10 de agosto de 1936, Jorge Vigón acompaña al conde de Barcelona cuando acude con el propósito de incorporarse a la columna del coronel García Escámez en la sierra de Guadarrama. La Guardia Civil le detuvo en Aranda de Duero por orden de Mola lo que supuso la pérdida de apoyo de los monárquicos que ya consideraban a don Juan como futuro rey de España.
El 12 de diciembre de 1947, participó como vocal del Consejo de Guerra que condenó a catorce miembros destacados de la FUE, organización universitaria democrática, a penas de entre uno y ocho años de reclusión. Entre los encausados se encontraba Nicolás Sánchez Albornoz, hijo de Claudio Sánchez Albornoz.

## Franquismo

### Obras Públicas
Desde el 25 de febrero de 1957 hasta el 7 de julio de 1965 ocupa la cartera de Obras Públicas. Hermano del negociador de los convenios con los Estados Unidos donde se contemplaba la mejora de accesos a las bases de utilización conjunta. Al firmar en década de los sesenta un segundo acuerdo consigue 1.447 millones de pesetas con los que puede poner en marcha el Plan General de Carreteras de 1961 que dará como resultado una moderna red viaria.
Mediante el Plan General de Reconstrucción moderniza la red de ferrocarriles poniendo en servicio los llamados TAF, Talgo, que en junio de 1966 y por primera vez se circula en España a 200 km/h y Ferrobús, así como potenciando la Sociedad de Transportes Ferroviarios Especiales principal promotor de los ejes intercambiables de vagones, que junto con la adquisición de vagones frigoríficos, posibilita la exportación masiva de productos perecederos procedentes de los nuevos regadíos.

... Pero es en la realización de obras hidráulicas en las que las Obras Públicas alcanzan su punto culminante, ponen a la vista de todos el inmenso esfuerzo realizado y dotan al país de una fuentes de energía y riqueza que son el principal motor de desarrollo y la elevación del nivel de vida de toda España.

De cara a la protección del medio ambiente reglamente la labor de vigilancia y policía de aguas y cauces públicos de modo que las Comisarías de Aguas deberán defender la pureza de las mismas, especialmente ante la situación que en los ríos producen los vertidos residuales. para ello se crea un Servicio de Guardería.

### Undécimo gobierno
Repite cargo en el gobierno de Agustín Muñoz Grandes contribuyendo a perfilar la política del gobierno que en su declaración programática de 15 de julio consideraba la necesidad del Plan de Desarrollo elemento clave para arrebatar a la agitación su plataforma de reivindicaciones, porque se tenía absoluta fe en la coincidencia entre bienestar y orden político En este sentido la primera decisión consistió en nacionalizar el Banco de España y los demás bancos oficiales, sacrificando decisiones políticas en beneficio de las económicas.
El undécimo gobierno de Franco, que con pequeños cambios dura siete años, estaba dividido en dos: por una parte, los tecnócratas-monárquicos, liderados por Carrero Blanco, por otro, los llamados regencialistas, encabezados por Muñoz Grandes. Jorge Vigón formaba parte del primer grupo más preocupado por la sucesión que por la reforma interna.
El 22 de junio de 1967 cesa por enfermedad Muñoz Grandes como vicepresidente del Gobierno. El 7 de julio de 1967 Jorge Vigón es sustituido por Federico Silva Muñoz. Tras su cese fue nombrado hijo adoptivo de Ferrol.

## Monárquico
Rafael Calvo Serer destaca la significación del nuevo ministro vinculado a la «tercera fuerza» y que llega al gobierno convencido de que se le había llamado para traer la monarquía. Todo ello en la aceleración de un proceso de desfalangistización del régimen para su monarquización. Créach se sorprende de que en este gobierno haya tantos amigos personales del Conde de Barcelona, entre ellos cuatro generales.
El Consejo de Ministros celebrado el 28 de junio de 1957 designa los ocho ponentes de la Ley de Principios del Movimiento buscando un equilibrio entre monárquicos y azules. Jorge Vigón, considerado entonces como monárquico y bienintencionado general, figura en el primer grupo garantizando que la monarquía y no la república era la forma de estado que finalmente debía aceptarse.
El 29 de marzo de 1960 participa, siendo ya Ministro del Obras Públicas en la reunión celebrada en la finca Las Cabezas, propiedad del conde de Ruiseñada, entre Franco y el conde de Barcelona donde el dictador llega al convencimiento que no podía contar con don Juan de Borbón para sus planes de coronación monárquica del Movimiento
Falleció el lunes 13 de febrero de 1978 en su domicilio de la madrileña calle de Casado del Alisal.

## Escritor
Como escritor, Jorge Vigón dejó una prolífica obra; recibió el Premio Nacional de Literatura, en 1950, y el Premio Nacional de Periodismo, en 1949. Destacan de entre sus títulos:
- Ejército de los Reyes Católicos.
- El espíritu militar español.
- Hay un estilo militar de vida.
- Menéndez Pelayo a los cien años.
- General Mola. El conspirador, Editorial AHR, Barcelona, 1957.
- Un personaje español del siglo XIX: “el cuerpo de artillería”, C.I.A.P., Madrid, 1930.
- Historia de la artillería española, 3 vols., C.S.I.C., Madrid, 1947.
- Teoría del militarismo, 1955.